# Jim Korderas
 (avril 2025).
Si vous disposez d'ouvrages ou d'articles de référence ou si vous connaissez des sites web de qualité traitant du thème abordé ici, merci de compléter l'article en donnant les références utiles à sa vérifiabilité et en les liant à la section « Notes et références ».
En pratique : Quelles sources sont attendues ? Comment ajouter mes sources ?
Jimmy "Jim" Korderas, né le 9 mars 1962 à East York en Ontario, est un arbitre de catch canadien qui a travaillé pendant 22 ans à la World Wrestling Entertainment. Le 9 janvier 2009, la WWE a mis fin à son contrat.